# Gabriel Oliver Capó
Gabriel Oliver Capó (Sencelles, 1934 - 2004) fou un metge i polític mallorquí.
Es llicencià en medicina a la Universitat de Barcelona, on treballà a la Càtedra d'Otorrinolaringologia fins al 1962. Primer, hi col·laborà com a alumne intern; després, com a metge resident i, finalment, com a metge ajudant per concurs-oposició. També cal destacar la seva activitat docent com a professor auxiliar de classes pràctiques.
Des de 1962 exerceix la medicina a Palma. Ha estat cap del Servei d'Otorrinolaringologia de l'Hospital de la Creu Roja (1962-74), del Centre Regional d'Oncologia de l'Associació Espanyola de la Lluita contra el Càncer (1971-74) i de l'Hospital de Son Dureta (1974-99). Des de 1999, es dedica a la medicina privada. És membre fundador de l'Associació de Laringectomitzats de Balears, de la qual és president honorari.
Com a polític, el 1983 fou nomenat conseller de Sanitat i Seguretat Social del Govern de les Illes Balears, càrrec que exercí fins al 1993. Del 1994 al 2000 presidí el Consell Social de la Universitat de les Illes Balears i el 2003, rebé la Medalla d'Or d'aquesta institució. El 2004 va rebre el Premi Ramon Llull.
És autor d'estudis i articles publicats en revistes d'àmbit científic i membre del consell de redacció de l'Enciclopedia práctica de medicina y salud de Baleares.